# متتالية منضبطة
في الرياضيات، متتالية منضبطة هي متتالية (منتهية أو غير منتهية) من الزمر التبديلية وتماثلات بينها بحيث أن صورة إحداها مساوية لنواة التالية.

## تعريف
لتكن {\displaystyle \left({G_{i}}\right)_{i\in \mathbb {N} }} زمراً تبديلية و{\displaystyle f_{i}:G_{i}\rightarrow G_{i+1}} تماثلات زمر. نقول أن المتتالية :
منضبطة إذا كان لأجل كل {\displaystyle i\in \mathbb {N} } لدينا {\displaystyle \mathrm {Im} (f_{i})=\mathrm {Ker} (f_{i+1})}.
على الخصوص :
هي متتالية منضبطة (و تدعى أحيانا متتالية منضبطة قصيرة) يعني أن {\displaystyle f} متباين، {\displaystyle \mathrm {Im} (f)=\mathrm {Ker} (g)} وأن {\displaystyle g} غامر. سيسمى منقسم إن وجد تماثل {\displaystyle s} من {\displaystyle G_{3}} في {\displaystyle G_{2}}، ويدعى مقطع وبحيث
إن وجود المقاطع مرتبط، في نطرية الزمر، بمفهوم الجداء نصف المباشر.